# راتینگدین
راتینگدین (به انگلیسی: Rottingdean) یک روستا و محله مدنی در بریتانیا است که در برایتون اند هوو واقع شده‌است.

## نام
نام راتینگدین به طور معمول به افراد مرتبط با راتا (Rōta) (نام یک شخص مرد) تعبیر می‌شود.